# チョリータ
チョリータ(cholita)又はチョラ(chola)とは、主にボリビアやペルーで、先住民（インディオ）の血を引く人々のうち、女性を指す言葉。あるいはその民族衣装を身にまとった女性を指す言葉である。

## 概要

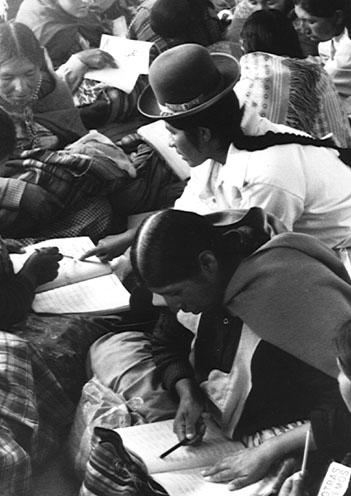
識字教育を受けるチョリータたち

ボリビアやペルーでは、ケチュアなど先住民のインディオ及びスペイン人とインディオの混血（メスティーソ）のうちインディオの特徴を強く持っている人たちのことを一般に「チョロ(cholo)」と呼ぶが、チョリータはこの単語の女性形「チョラ(chola)」に愛称を示す語尾"-ita"をつけたもので、一般的には「先住民の血を引く若い女性」を意味する語である。
チョラ及びチョリータを特徴づけるポイントは日本の和服同様に民族衣装で、帽子と髪型と服装である。
帽子は、いわゆる山高帽で、出身地によって色や形などが少しずつ異なる。ラパスなどのアンデス地域では黒や茶色で丸みを帯びた帽子であることが多い。コチャバンバやタリハなどのバジェ地域では白などの明るい色で角張った形であることが多い。
髪型は、長い三つ編みである。腰までの長さの三つ編みを2本下げていることが多い。地毛が短い人はつけ毛をすることもある。先に黒の毛糸で作ったぼんぼり状の飾りをつける人もいる。
服装は、ポリェラと呼ばれる、ひだが多く、すその広がったスカートである。色や形などは出身地によって異なる。一般に、寒冷なアンデス地域では長く、温暖なアマゾン地域では短い。
寒冷な地域では、羊毛やアルパカの毛などで作ったショールを肩にかける人が多い。
これらはスペイン統治時代のなごりを残す伝統的な衣装とされ、一説によると、スペイン人の妾となった人たちが当時のスペイン女性の格好をまねたことに端を発するという。
しかし、これらは基本的に「和服を着た日本人女性」に近いイメージのものであり、都市部に住む先住民系の女性を中心に必ずしも当てはまらないことが多い。
チョリータという呼び名は、先住民系の住民が大半を占めるペルーやボリビアでは日本で言うところの「娘」や「お嬢さん」に近い意味合いで用いられる語であるが、歴史的な経緯等もあり、チョロ、チョラとともに、侮蔑的な意味を持つことがあるので注意が必要である。
しかし、チョリータは愛称形であることと、自分がチョリータであることに誇りを持つ女性が多いことから、文脈に気をつければ日常会話で用いても差し障ることはあまりない。ただし、外国人は用いない方が無難である。
在ボリビアの日本人が日本語で話す場合には、敬意を込めて「チョリータさん」と「さん」づけで呼ぶことが多い。
現在では、チョリータは田舎の貧しい娘であるという印象でとらえられることがあり、都市部に住む女性は母親がチョラであっても典型的なチョリータの格好をすることを嫌がることがある。
しかし一方では、農村部の出身、先住民の出身であることに誇りを持ち、頑に伝統的な格好を守る女性も多くいる。チョリータの誇りを示し、チョリータのコミュニティの幸福を守るための活動として民族衣装を身に纏ってプロレスを行う女性もボリビアに存在する。